# ۲۰۲۸ (میلادی)
۲۰۲۸ (میلادی) ۲۰۲۸مین سال تقویم میلادی است.

## مناسبت‌ها
انتخابات دوره سیزدهم مجلس شورای اسلامی
انتخابات دوره پانزدهم ریاست جمهوری
انتخابات ریاست جمهوری ترکیه
بهره برداری از جاده توسعه عراق

## رویدادها
المپیک تابستانی ۲۰۲۸

## درگذشتگان
‎